# 宵稲荷神社
宵稲荷神社（よいいなりじんじゃ）は、群馬県館林市本町2丁目にある神社。社名の由来は由緒に見える狐が宵に尾を曳き始めた場所であることからだが、尾の曳き始めであることより初曳稲荷神社（はつひき-）、あるいは付近の地名より侍辺の稲荷（しべの-）とも呼ばれる。

## 由緒
由緒となる説話は尾曳稲荷神社と等しい。説話の詳細は尾曳稲荷神社の由緒の項を参照。

## 歴史

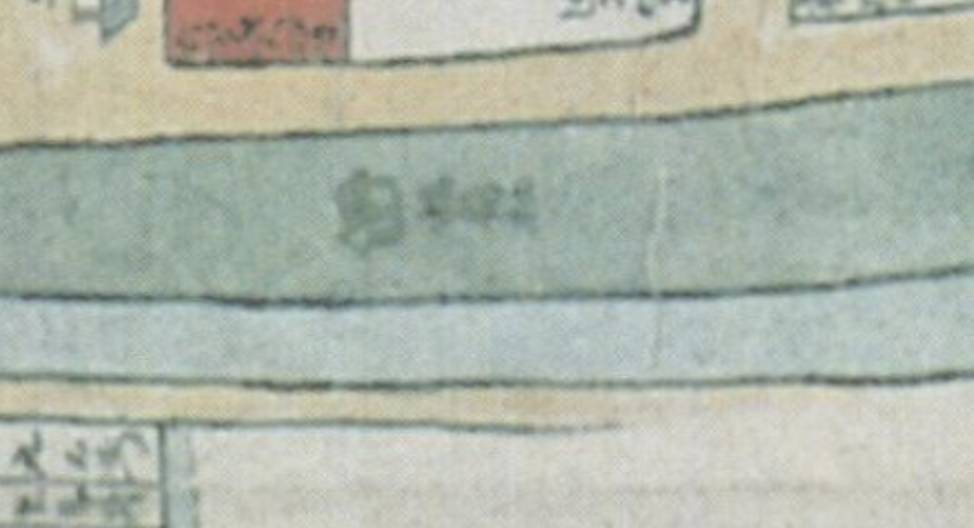
嘉永年間の宵稲荷神社

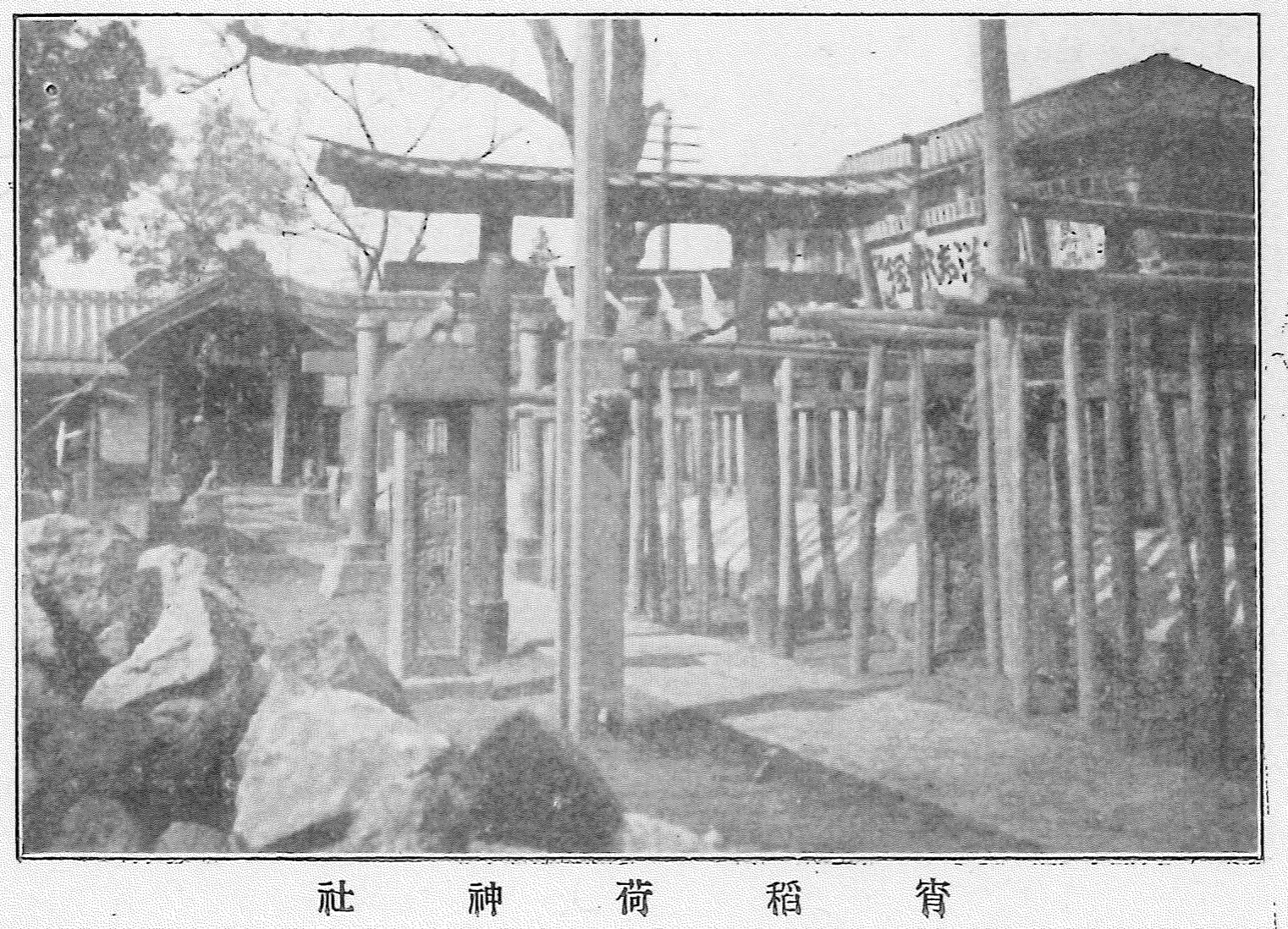
1923年ごろの宵稲荷神社 寄進の鳥居が多く設置されていた

天文元年（1532年）ごろ赤井照光により勧請され、榊原康政により再建された。以後の歴代館林城主からは毎年、祭典料として蔵米7俵が奉納されていたが、明治になって廃止された。
1910年（明治43年）、肴町の清龍神社とその末社琴平宮を合祀した。

## 祭神
- 倉稲魂命[2][5]
- 大海津見命[2]
- 大物主神[2]

### 境内末社
- 清龍神社 - 倉稲魂命[2]
- 琴平宮 - 大物主神[2]

## 境内
境内地116.15坪（384㎡）。

### 社殿
本殿
間口1尺8寸（68.4cm）、奥行1尺7寸（64.6cm）、神明造板葺。
本殿上屋
間口6尺（228cm）、奥行6尺（228cm）、切妻造瓦葺。

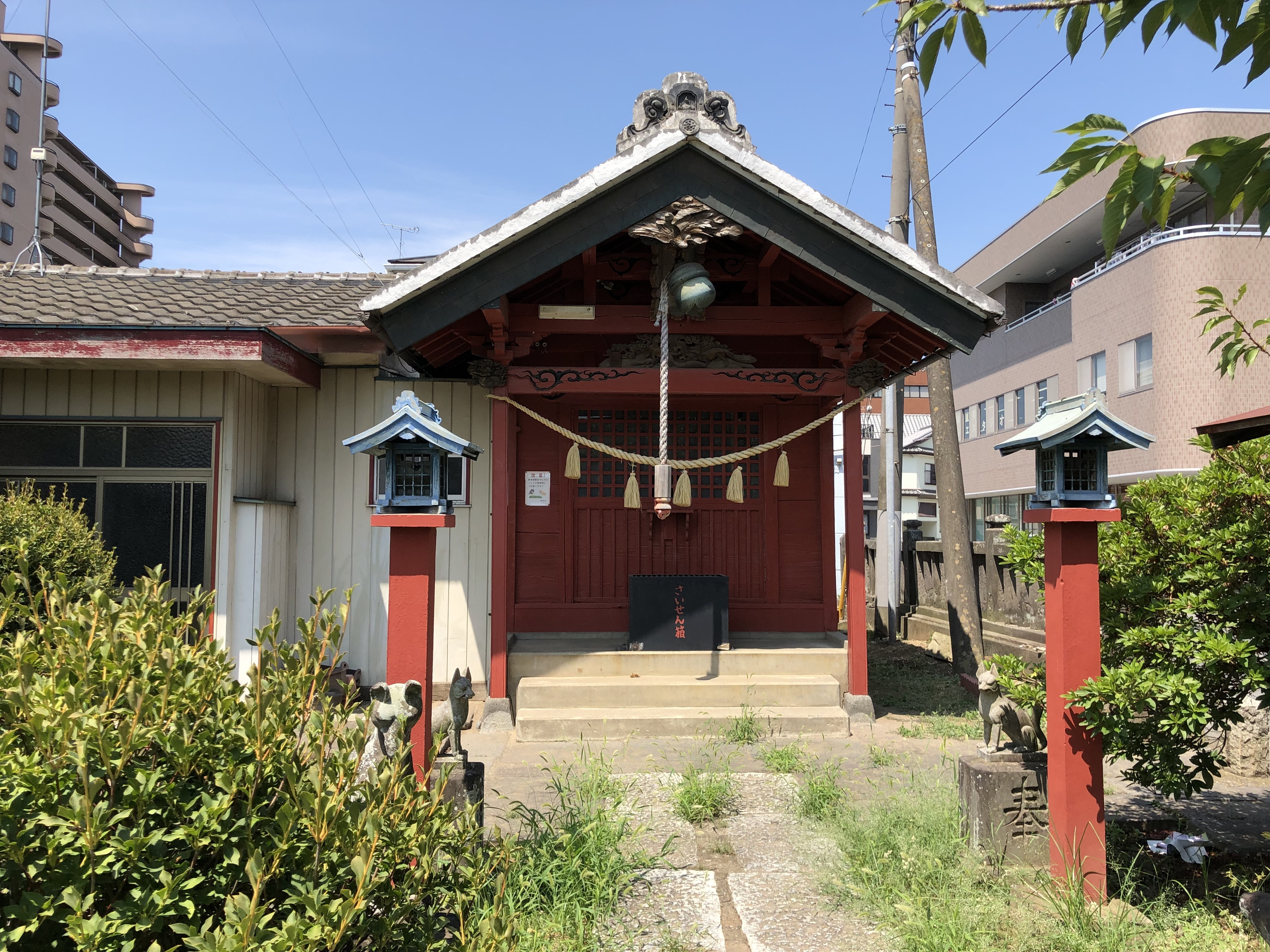
拝殿
間口9尺（342cm）、奥行2間（456cm）、切妻造瓦葺。
神饌舎
間口1間半（342cm）、奥行2間（456cm）、切妻造瓦葺。